# Mayer (Adelsgeschlecht, 1865)

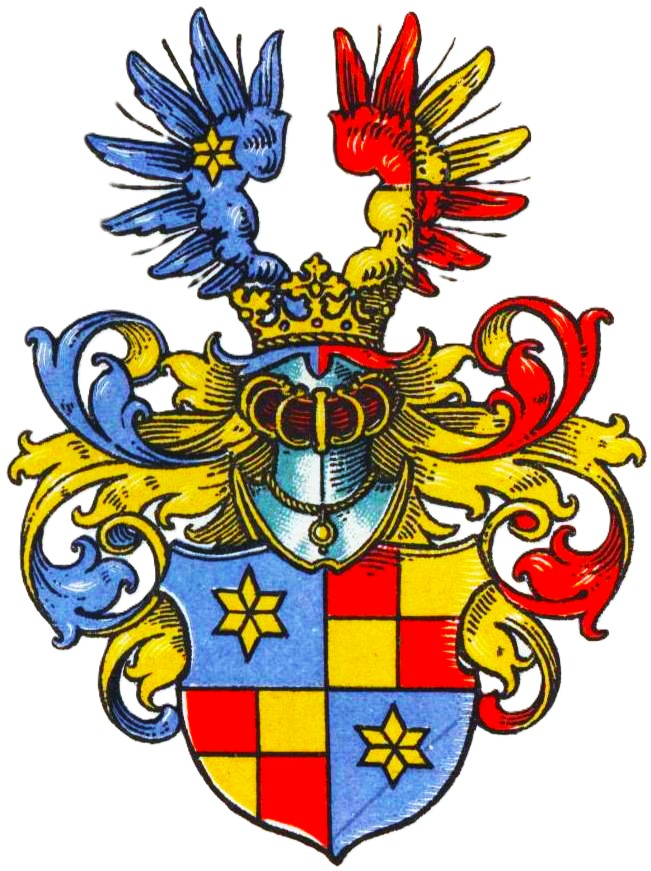
Wappen derer von Mayer im Wappenbuch des Westfälischen Adels

Mayer ist der Name eines westfälisch-preußischen Briefadelsgeschlechts.
Die Familie ist zu unterscheiden von einer Vielzahl anderer Adelsgeschlechter namens Mayer.

## Geschichte
Das Geschlecht wurde in Person von Johann Andreas Eduard Mayer, königlich-preußischer Domänenrat zu Dortmund und Hauptmann a. D., am 20. Mai 1865 in den preußischen Adelsstand erhoben.
Die Familie stammt ursprünglich aus Augsburg. Ihr Ahnherr soll ein Hans Mayer sein, der um das Jahr 1450 gelebt haben soll. Die sichere Stammreihe beginnt mit Andreas Mayer (1715–1783):
- Andreas Mayer (1715–1783), geboren in Augsburg, Professor und Rektor der Universität Greifswald, ⚭ N. N.
  - Johann Christoph Andreas Mayer (1747–1801), Anatom, promovierter Mediziner, Professor an der Universität Frankfurt/Oder und Leibarzt des Königs Friedrich Wilhelm II., ⚭ Sophia Friederike Theden
    - Johann Andreas Eduard von Mayer (1795–1874), königlich-preußischer Domänenrat in Dortmund und Hauptmann a. D., 1865 preußischer Adelsstand, ⚭ Kronenberg 1824 Lisette Schlieper (1805–1878)
      - Eduard Johann Christoph Andreas von Mayer (1825–1884), königlich-preußischer Landgerichtsrat, ⚭ Unna 1863 Berta Kipp (1844–1880)
        - Eduard Friedrich Johann Andreas von Mayer (* 1864), Buchhändler, ⚭ Essen 1889 Ottilie Emma Friederike Hobert (* 1867)
          - Erna Klara Berta Albertine von Mayer (* 1890)
          - Auguste Adele Johanna Herta von Mayer (* 1893)
          - Klara Berta von Mayer (* 1895)
          - Anna Ottilie Hildegard von Mayer (* 1898)

        - Otto Andreas Friedrich von Mayer (* 1866), königlich-preußischer Rechtsanwalt und Notar in Unna, ⚭ Unna 1899 Luise Lueg (* 1878)
          - Otto von Mayer (* 1900)
          - Berta-Luise von Mayer (* 1903)

        - Fritz Bertold Johann Andreas von Mayer (1867–1886)
        - Klara Berta Anna von Mayer (* 1869) ⚭ Dortmund 1891 Louis Fischer, kaiserlicher Käptain zur See a. D.
        - Berta von Mayer (1871–1876)
        - Max Johann Andreas von Mayer (* 1873), Kaufmann

      - Adelaide Elise Berta von Mayer (* 1826)
      - Sophie Karoline Auguste von Mayer (* 1828)
      - Johann Christoph Andreas Hermann von Mayer (* 1829), königlich-preußischer Major a. D., ⚭ Lübeck 1869 Auguste Seeler
        - Elisabeth Friederike Eleonore Luise Adele von Mayer (1870–1871)
        - Anna von Mayer (* 1873)

      - Johann Christoph Andreas Friedrich von Mayer (*/† 1831)
      - Karoline Eleonore Julie Mathilde von Mayer (1832–1836)
      - Bernhardine Ottilie Berta von Mayer (1834–1873)
      - Johanna Henriette Karoline von Mayer (1835–1836)
      - Johann Christoph Andreas Robert Biktor Otto von Mayer (1837–1883), königlich-preußischer Major a. D., ⚭ Unna 1871 Klara Kipp (* 1850)
        - Otto Johann Andreas Eduard von Mayer (* 1872)
        - Marie Berta Anna von Mayer (* 1874)
        - Karl Johann Andreas Max von Mayer (*/† 1876)
        - Elisabeth Berta von Mayer (1878–1881)

      - Johann Christoph Andreas Maximilian von Mayer (1840–1899), königlich-preußischer Generalleutnant, ⚭ Unna 1873 Anna Kipp (* 1853)
        - Elise Berta Helene von Mayer (* 1874) ⚭ I. Metz 1895 mit Richard Wessel († 1897), königlich-preußischer Leutnant im Königsinfanterie-Regiment Nr. 145, ⚭ II. Metz 1902 mit Hans von Tschirnhaus, königlich-preußischer Oberstleutnant im Königsinfanterie-Regiment Nr. 145
        - Otto Friedrich Max von Mayer (1876–1897)

      - Anna von Mayer (1850–1875) ⚭ Dortmund 1873 Louis Müller, königlich-preußischer Eisenbahn-Bauinspektor

## Wappen
Blasonierung: Quadriert. Felder 1 und 4 in Blau ein goldener Stern, Felder 2 und 3 von Rot und Gold quadriert. Auf dem gekrönten Helm mit rechts blau-goldenen und links rot-goldenen Helmdecken ein offener Flug, rechts blau mit einem goldenen Stern belegt, links von Rot und Gold quadriert.